# Туннель через Шпрее
«Туннель через Шпрее» (нем. Tunnel über der Spree — букв. «Туннель над Шпрее») — литературное общество XIX века в Берлине, основанное под названием «Берлинское воскресное объединение» 3 декабря 1827 года.
Основателями литературного общества выступили писатель и сатирик Мориц Готлиб Сафир и актёры придворного театра Фридрих Вильгельм Лемм и Луи Шнайдер. Незадолго до этого Юлиус Эдуард Гитциг отказал Сафиру в членстве в «Новом обществе по средам», и тот, возможно, решил создать ему контрполюс, по меткому выражению Теодора Фонтане, собственную «лейб-гвардию». Ироническое название «Туннель через Шпрее» намекало на тот факт, что туннеля под рекой Шпрее в Берлине пока ещё не было. Одновременно в названии литературного общества пародировалось строительство туннеля под Темзой, начатое в 1828 году Марком Изамбаром и Изамбаром Кингдом Брюнелями и замороженное через семь лет из-за финансовых проблем.
В «Туннель через Шпрее» без сословных различий принимали поэтов, писателей и «друзей литературы», а также питавших литературные амбиции художников (например, Теодор Хоземанн), студентов, коммерсантов, враче и офицеров. За время существования литературного общества, оказывавшего значительное влияние на литературную жизнь Берлина, в нём состояло 214 человек. Последний из сохранившихся протоколов его заседаний датирован 30 декабря 1898 года. Устав общества предписывал воздерживаться контактов с общественностью, его деятельность не имела внешнего выражения.